# 불결한 동물

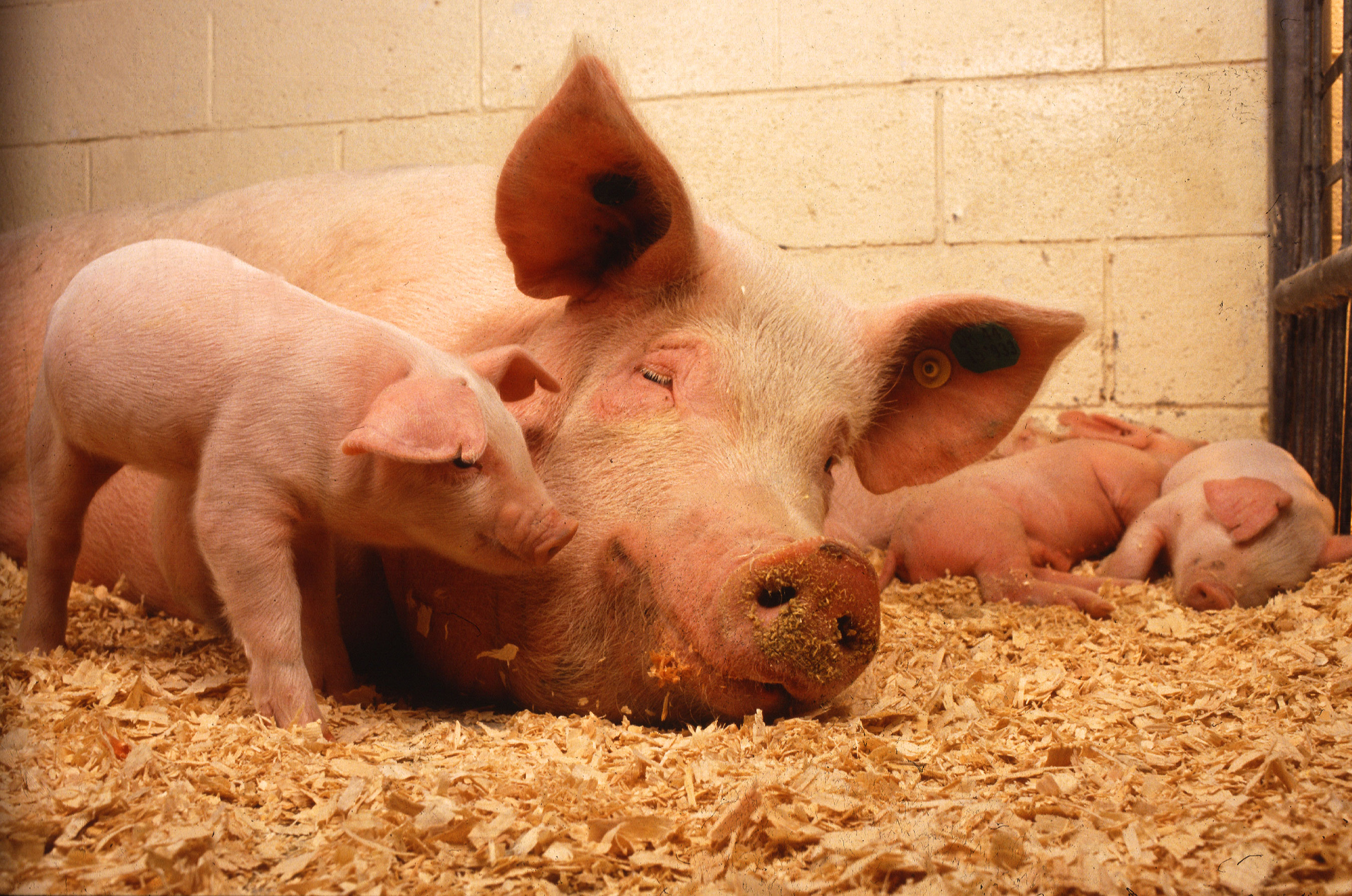
유대교와 이슬람교에서는 돼지를 불결한 동물로 여기기 때문에 돼지고기를 먹는 것을 금기시한다.

불결한 동물(不潔-動物)은 일부 종교에서 소비하거나 다루는 것을 금기시하는 동물을 말한다.

## 역사
"정결한 동물"과 "불결한 동물"을 구분하는 것의 기원은 선사 시대부터 있던 것으로, 시간이 지나면서 사라졌으나, 몇몇 거대 종교에 의해 지금까지 유지되어 왔다. 일부 동물이 위험하고 더럽다는 생각은 대부분의 인간 문화권에서 존재해왔다. 이러한 생각의 원인은 고대의 인간들이 일부 동물을 음식 재료로 보존하고 조리하는 방법을 몰랐기 때문으로 여겨진다.
예를 들어서, 알맞게 보존하거나 조리하지 않은 돼지고기는 조리하지 않은 날것의 일부 해산물과 같이 질병의 원인이 될 수 있다. 또한, 돼지는 인간과 비슷한 면역 체계를 가졌기 때문에 새에서 인간에게로 인플루엔자를 옮길 수 있는 병원균 매개 동물이다. 돼지를 불결하고 금기시하는 동물로 정하면, 이러한 동물을 고기로 섭취해 생길 수 있는 음식에 관련한 질병이 발생하지 않게 된다.

## 유대교
유대교에서는 카슈루트라는 식사 율법으로 먹지 말아야 할 동물을 정하였다. 이 율법은 토라와 탈무드를 바탕으로 하였다.
유대교의 경전인 구약성서 토라의 레위기 11장과 신명기 14장은 먹지 말아야 할 것을 정하고 있다.
이에 따르면, 새김질을 하고 (반추동물) 발굽이 갈라진 포유류 동물이 정결한 동물이다(레위기 11장 3절-8절). 하지만 이 특징의 하나에만 해당될 경우에는 부정한 것으로 본다. 예를 들어, 낙타와 바위너구리, 산토끼는 새김질을 하지만 발굽이 갈라지지 않아서, 돼지는 발굽이 갈라져 있지만 새김질을 하지 않아서 부정한 동물로 본다.

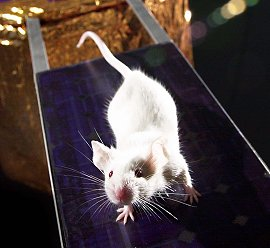
생쥐는 부정한 "기어다니는 길짐승"이다. (레위기 11장 29절)

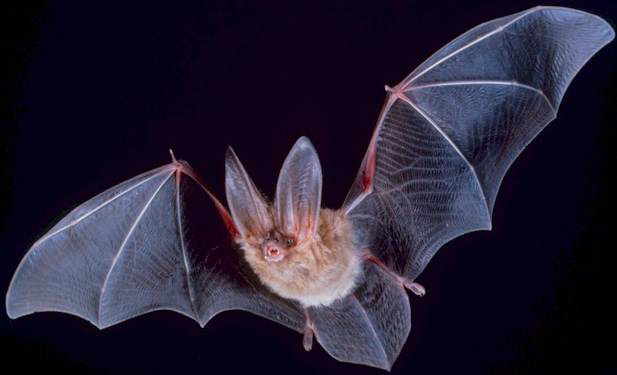
박쥐는 부정한 날짐승이다. (레위기 11장 19절)

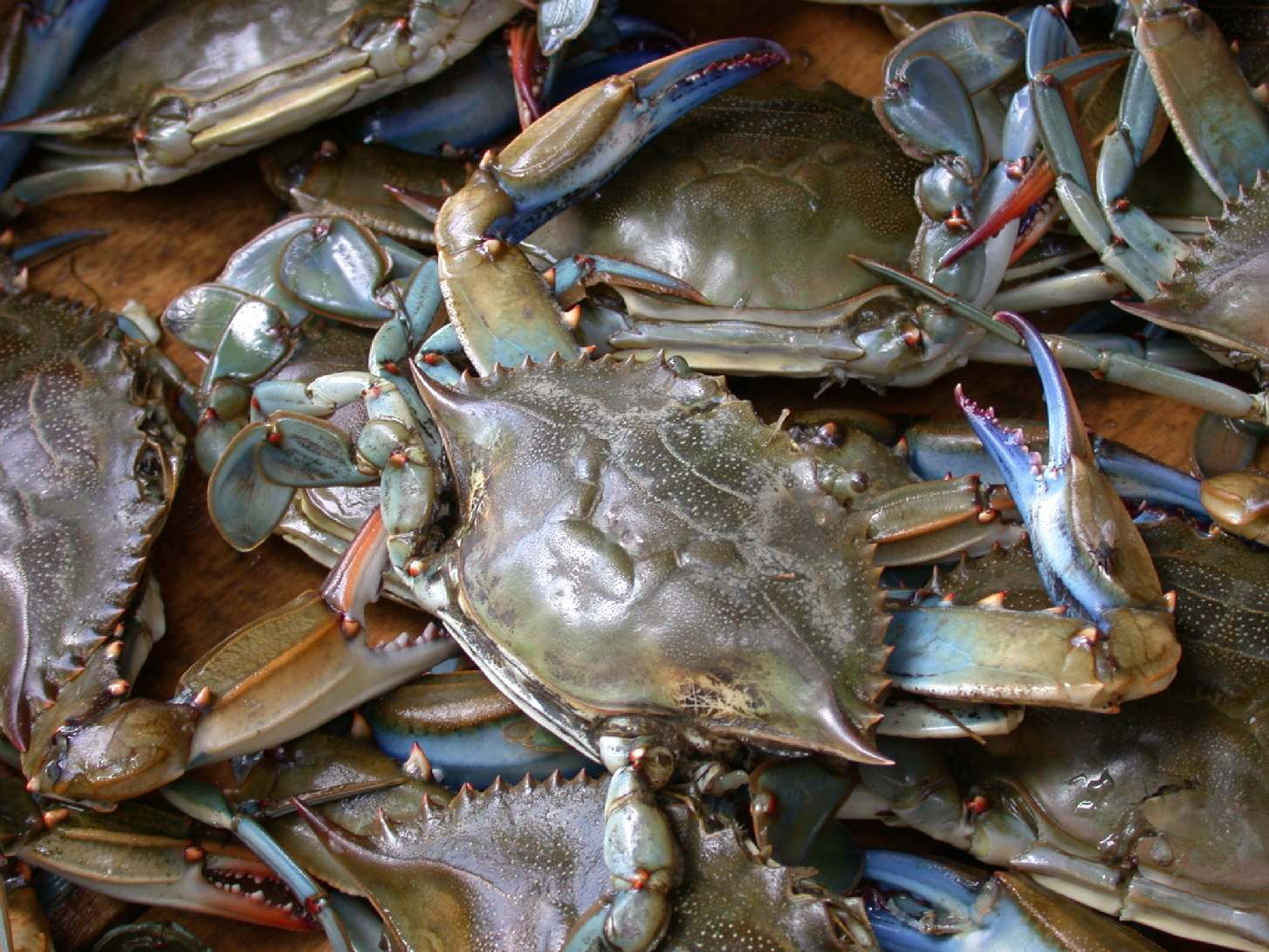
게는 지느러미와 비늘이 없기 때문에 부정하다고 여긴다.

이 외에도 레위기 11장과 신명기 14장의 내용에 따르면 다음의 동물을 불결하다고 본다.
| - 박쥐 - 낙타 - 가재 - 게 - 새우 - 카멜레온 - 바위너구리 - 가마우지 - 거위 - 뻐꾸기 - 독수리 - 당나귀 - 살모사 - 귀상어 - 페럿 - 울버린 - 종다리 - 밍크 - 숨이고기 - 오랑우탄 - 이집트독수리(올응, 너새) - 솔개속 - 거대 올빼미 - 수리부엉이 - 그라운드호그 | - 산토끼 - 꿩 - 매 - 왜가리 - 두루미 - 솔개 - 금눈쇠올빼미 - 오디새 - 도마뱀 - 왕도마뱀 - 두더지 - 타란툴라 - 저빌 - 생쥐 - 모기 - 파리 - 올빼미 - 쏙독새 - 나비 - 물수리 - 코아티 - 카나리아 - 빨판상어 - 코브라 - 맹금류 | - 타조 - 메뚜기 - 펠리컨 - 갈까마귀 - 소쩍새 - 달팽이 - 황새 - 무플론 - 돼지 - 유혈목이 - 흰개미 - 공작 - 바다뱀 - 꿀벌 - 라쿤 - 멧돼지 - 검독수리 - 노린재 - 족제비 - 유황앵무 - 댕기물떼새 - 검은머리갈매기 - 수염수리 - 수달 - 말똥가리 - 보노보 |

불결한 동물들 이외의 동물들은 먹을 수 있으며, 곤충류는 메뚜기, 풀무치, 귀뚜라미 등을 먹을 수 있다.
히브리에서 언급된 일부 동물의 번역은 고전 유대교 해설가들 사이에서 논쟁의 여지가 되고 있다. 조류의 경우, 토라는 일일이 먹지 말아야할 것에 대해 언급하고 있지만 이 내용의 번역은 전통 유대교 경전에 논쟁을 가져왔다. 따라서 유대교에서는 닭처럼 코셔 전통에 정해진 정결한 새만을 먹는다.
성서에 직접 일일이 이름이 나와 있지는 않으나, 레위기와 신명기에서 언급한 설명에 따라서 불결하다고 볼 수 있는 동물도 있다. 예를 들어 갑각류는 불결하다고 본다. 아래의 목록에 나오는 동물은 지니고 있는 특성에 따라서 불결한 동물들로 볼 수 있는 것들이다.
| - 전복 - 악어 - 유인원 - 곰 - 고양이 - 메기 - 피토휘 - 치타 - 코요테 - 대합 - 호저 - 까마귀 - 뱀장어 - 개 - 바다표범 - 고래 - 돌고래 - 범고래 - 코끼리 - 까치 - 해파리 - 개코원숭이 - 햄스터 - 기니피그 - 카피바라 - 뉴트리아 - 홍합 - 거미 - 재규어런디 | - 여우 - 도마뱀붙이 - 긴팔원숭이 - 고슴도치 - 코드코드 - 말 - 하이에나 - 이구아나 - 재규어 - 캥거루 - 코알라 - 숲멧돼지 - 큰뿔양 - 땅돼지 - 우드척 - 웃는물총새 - 표범 - 풀무치 - 구름표범 - 승냥이 - 맥 - 사자 - 앵무새 - 오카피 - 봉고 - 바닷가재 - 파리매 - 스라소니 - 사향고양이 - 삵 - 카라칼 | - 메추라기 - 비둘기 - 펭귄 - 참새우 - 쿼카 - 모래고양이 - 주머니고양이 - 코뿔소 - 라텔 - 너구리 - 오소리 - 킨카주 - 도롱뇽 - 바퀴벌레 - 쥐 - 토끼 - 개구리 - 두꺼비 - 가리비 - 꽃게 - 물개 - 상어 - 톱상어 - 바다사자 - 오징어 - 다람쥐 - 물주머니쥐 - 담비 - 땅늑대 - 참매 - 친칠라 - 해삼 - 열목어 | - 뱀 - 불가사리 - 스컹크 - 태즈메이니아데빌 - 호랑이 - 백호 - 거북 - 우산새 - 영원 - 사마귀 - 퓨마 - 서벌 - 독사 - 산달 - 이구아나 - 화식조 - 왈라비 - 맹꽁이 - 귀뚜라미 - 보브캣 - 늑대 - 메추라기 - 웜뱃 - 가오리 - 딱정벌레 - 프리스텔라 - 부엉이 - 원숭이 - 침팬지 - 고릴라 |

## 이슬람교
- 돼지

## 같이 보기
- 이슬람교와 고양이
- 돼지고기를 금지하는 종교적인 이유